# Parambos
Parambos ist eine Gemeinde (Freguesia) im portugiesischen Kreis Carrazeda de Ansiães. In ihr leben 182 Einwohner (Stand 19. April 2021).